# Fugyivásárhely
Fugyivásárhely (románul Oșorhei) falu Romániában, Bihar megyében, Oșorhei központja.

## Fekvése
Bihar megye középső részén, Nagyváradtól 9 km-re keletre, a DN1 országút mellett, a Sebes-Körös mentén fekvő település.

## Története
1236-ban Fudy néven említik először. A falu lakossága a reformáció idején, 1552-ben felvette a református vallást.
A település a trianoni békeszerződésig Bihar vármegye Központi járásának képezte részét. A második bécsi döntés 1940-ben visszaítélte Magyarországnak, de a második világháború után újra Románia része lett.

## Lakossága
1910-ben 2238 lakosa volt, melyből 1767 magyar (78,9%), 432 román, 21 német, 8 szlovák, 10 egyéb nemzetiségű volt.
2002-ben 2803 lakosából 1575 román, 889 magyar (31,7%), 289 cigány, 34 zsidó, 15 szlovák és 1 fő német nemzetiségűnek vallotta magát.
- Itt született Bajza József, írói nevén: Szücsi József, irodalomtörténész, a Magyar Tudományos Akadémia tagja (1885. január 31. – 1938. január 8.).
- Itt született 1990. szeptember 10-én Bélfenyéri Tamás történész és teológus, a középkori erdélyi és magyarországi egyháztörténet szakértője, aki pedagógusként és levéltárosként is tevékenykedett korábban.

## Látnivalók
- A Nárcisz-tisztás, védett terület, ahol megél a ritka vadnárcisz.
- A Nepomuki Szent János-templom, amely 1882–1883 között épült.